# Badminton 1986
Höhepunkte des Badmintonjahres 1986 waren der Thomas Cup, der Uber Cup, die Asienspiele, die Commonwealth Games und die Europameisterschaft. 
== World Badminton Grand Prix ==
| Veranstaltung          | Herreneinzel           | Dameneinzel         | Herrendoppel                      | Damendoppel                         | Mixed                          |
| ---------------------- | ---------------------- | ------------------- | --------------------------------- | ----------------------------------- | ------------------------------ |
| Chinese Taipei Open    | Sze Yu                 | Kirsten Larsen      | Jalani Sidek Razif Sidek          | Verawaty Fajrin Ivanna Lie          | Billy Gilliland Nora Perry     |
| Japan Open             | Yang Yang              | Li Lingwei          | Jalani Sidek Razif Sidek          | Wu Dixi Lin Ying                    | Billy Gilliland Nora Perry     |
| Dutch Open             | Ib Frederiksen         | Xiao Jie            | He Xiangyang Tang Hui             | Helen Troke Gillian Gowers          | Andy Goode Fiona Elliott       |
| German Open            | Morten Frost           | Kim Yun-ja          | Park Joo-bong Kim Moon-soo        | Kim Yun-ja Yoo Sang-hee             | Lee Deuk-choon Chung Myung-hee |
| Scandinavian Open      | Morten Frost           | Qian Ping           | Jesper Helledie Steen Fladberg    | Kim Yun-ja Yoo Sang-hee             | Martin Dew Gillian Gilks       |
| All England            | Morten Frost           | Kim Yun-ja          | Kim Moon-soo Park Joo-bong        | Chung Myung-hee Hwang Hye-young     | Park Joo-bong Chung Myung-hee  |
| Hong Kong Open         | Yang Yang              | Li Lingwei          | Bobby Ertanto Rudy Heryanto       | Han Aiping Li Lingwei               | Billy Gilliland Nora Perry     |
| China Open             | Icuk Sugiarto          | Han Aiping          | Li Yongbo Tian Bingyi             | Verawaty Fajrin Ivanna Lie          | Park Joo-bong Chung Myung-hee  |
| Malaysia Open          | Zhao Jianhua           | Shi Wen             | Jalani Sidek Razif Sidek          | Wu Jianqiu Lin Ying                 | Bobby Ertanto Verawaty Fajrin  |
| Indonesia Open         | Icuk Sugiarto          | Shi Wen             | Liem Swie King Hariamanto Kartono | Verawaty Fajrin Ivanna Lie          | Steen Fladberg Gillian Clark   |
| Carlton-Intersport-Cup | Poul-Erik Høyer Larsen | Yao Fen             | Martin Dew Dipak Tailor           | Gillian Clark Gillian Gowers        | Martin Dew Gillian Gilks       |
| Denmark Open           | Morten Frost           | Zheng Yuli          | Li Yongbo Tian Bingyi             | Gillian Clark Gillian Gowers        | Martin Dew Gillian Gilks       |
| English Masters        | Morten Frost           | Yao Fen             | Li Yongbo Tian Bingyi             | Maria Bengtsson Christine Magnusson | Billy Gilliland Nora Perry     |
| Scottish Open          | Steve Baddeley         | Christine Magnusson | Jesper Knudsen Henrik Svarrer     | Maria Bengtsson Christine Magnusson | Andy Goode Fiona Elliott       |
| Grand Prix Finale      | Yang Yang              | Li Lingwei          | Jalani Sidek Razif Sidek          | Chung Myung-hee Hwang Hye-young     | Nigel Tier Gillian Gowers      |

## Terminkalender
| Veranstaltung                                  | Ort                  | Beginn             | Ende              |
| ---------------------------------------------- | -------------------- | ------------------ | ----------------- |
| Westdeutsche Badmintonmeisterschaft 1986       | Mülheim an der Ruhr  | 18. Januar 1986    | 19. Januar 1986   |
| Deutsche Badmintonmeisterschaft 1986           | Hof                  | 31. Januar 1986    | 2. Februar 1986   |
| Polnische Badmintonmeisterschaft 1986          | Koszalin             | 31. Januar 1986    | 2. Februar 1986   |
| Englische Meisterschaft 1986                   | Woking               | 4. Februar 1986    | 5. Februar 1986   |
| German Juniors 1986                            | Gütersloh            | 8. Februar 1986    | 9. Februar 1986   |
| Belgian International 1986                     | Antwerpen            | 14. Februar 1986   | 16. Februar 1986  |
| Nordische Badminton-Juniorenmeisterschaft 1986 | Slagelse             | 28. Februar 1986   | 2. März 1986      |
| Slowakische Badmintonmeisterschaft 1986        | Žilina               | 8. März 1986       | 9. März 1986      |
| All England 1986                               | London               | 12. März 1986      | 16. März 1986     |
| Iceland International 1986                     | Reykjavík            | 15. März 1986      | 16. März 1986     |
| French Open 1986                               | Dijon                | 22. März 1986      | 23. März 1986     |
| Badminton-Europameisterschaft 1986             | Uppsala              | 30. März 1986      | 5. April 1986     |
| Badminton-Mannschaftseuropameisterschaft       | Uppsala              | 30. März 1986      | 5. April 1986     |
| Uber Cup 1986                                  | Jakarta              | 1. April 1986      | 4. Mai 1986       |
| Thomas & Uber Cup 1986                         | Istora Senayan       | 22. April 1986     | 4. Mai 1986       |
| Thomas & Uber Cup 1986                         | Istora Senayan       | 22. April 1986     | 4. Mai 1986       |
| Thomas Cup 1986                                | Jakarta              | 22. April 1986     | 4. Mai 1986       |
| Spanische Meisterschaft 1986                   | Murcia               | 2. Mai 1986        | 4. Mai 1986       |
| Bermuda International 1986                     | Bermuda              | 7. Mai 1986        | 10. Mai 1986      |
| Malta International 1986                       | Vittoriosa           | 9. Mai 1986        | 11. Mai 1986      |
| DDR-Badmintonmeisterschaft 1986                | Greifswald           | 24. Mai 1986       | 25. Mai 1986      |
| Portugal International 1986                    | Aldeia de Paio Pires | 31. Mai 1986       | 1. Juni 1986      |
| Indonesia Open 1986                            | Jakarta              | 17. Juli 1986      | 20. Juli 1986     |
| Badminton bei den Commonwealth Games 1986      | Edinburgh            | 24. Juli 1986      | 2. August 1986    |
| Asienspiele 1986/Badminton                     | Seoul                | 27. September 1986 | 5. Oktober 1986   |
| Denmark Open 1986                              | Aalborg              | 16. Oktober 1986   | 19. Oktober 1986  |
| Hungarian International 1986                   | Budapest             | 1. November 1986   | 2. November 1986  |
| Norwegian International 1986                   | Oslo                 | 8. November 1986   | 9. November 1986  |
| US Open 1986                                   | Manhattan Beach      | 11. November 1986  | 16. November 1986 |
| Scottish Open 1986                             | Edinburgh            | 21. November 1986  | 23. November 1986 |
| Polish International 1986                      | Warschau             | 21. November 1986  | 23. November 1986 |
| Welsh International 1986                       | Cardiff              | 5. Dezember 1986   | 7. Dezember 1986  |
| Kanadische Badmintonmeisterschaft 1986         | Québec               | 5. Dezember 1986   | 7. Dezember 1986  |
| Japanische Badmintonmeisterschaft 1986         | Higashi-Kamata       | 10. Dezember 1986  | 14. Dezember 1986 |
| Irische Badmintonmeisterschaft 1987            | Belfast              | 12. Dezember 1986  | 13. Dezember 1986 |
| Schweizer Badmintonmeisterschaft 1987          | Bülach               | 13. Dezember 1986  | 14. Dezember 1986 |
| World Badminton Grand Prix 1986 (Finale)       | Kuala Lumpur         | 16. Dezember 1986  | 21. Dezember 1986 |